# Helga Parisová
Helga Parisová (nepřechýleně Helga Paris; roz. Steffensová; 21. května 1938, Goleniów, Polsko – 5. února 2024, Berlín, Německo) byla německá fotografka známá mimo jiné svými snímky každodenního života ve východním Německu.

## Životopis
Helga Steffensová, dcera Gertrudy Steffensové a sazeče Wilhelma Steffense, se narodila něco málo přes rok před vypuknutím druhé světové války v Goleniówu, malém městě na severu Německa. V květnu 1945 oslavila své sedmé narozeniny, zatímco válka skončila pro Německo porážkou. Její otec a dva bratři byli stále pryč, ale mezitím hraniční změny nařízené vítěznými mocnostmi a rozsáhlé etnické čistky donutily Helginu matku k útěku se svými dvěma dcerami.  Skončili v Zossenu, malém městečku kousek na jih od Berlína. Tam byla vychována komunitou převážně žen, z nichž mnohé pracovaly. K fotografování ji přivedly její tety, které pořídily velmi mnoho fotografií.

## Vzdělání
V Zossenu chodila do školy a v roce 1956 úspěšně složila maturitu. Poté až do roku 1960 studovala módní návrhářství na Inženýrské škole oděvního průmyslu (Berlin Ingenieurschule für Bekleidungsindustrie) v Berlíně, kde také absolvovala stáž na VEB Treffmodelle. Poté pracovala jako lektorka módy a komerční výtvarnice. V roce 1960 začala fotografovat fotoaparátem Flexaret 6x6. 
Během této doby se seznámila s malířem Ronaldem Parisem. Byli manželé v letech 1961 až 1974. Prostřednictvím svého manžela se jí podařilo rychle navázat kontakty na tehdejší východoněmecké umělecké scéně.  V té době také získala vášeň pro fotografování. Stejně jako mnoho předních fotografů Německé demokratické republiky byla Helga Parisová často popisována jako samouk. Sama věřila, že velkou část své fotografické vášně a dovedností získala od svých dvou tet, které byly samy nadšenými fotografkami, neustále fotícími během 40., 50. a 60. let, které sama Parisová později pečlivě uchovávala ve sbírce výstavních boxů přizpůsobených pro tento účel. 

## Profesionální práce
Parisová začala fotografovat vážně kolem roku 1967. Byla ovlivněna tvorbou Edvarda Muncha, Maxe Beckmanna, Francise Bacona a Wernera Helda.  V letech 1967 až 1968 pracovala ve fotolaboratoři Walli Baucik. Její první prací na volné noze v roce 1969 bylo fotografování porážení zvířat v domově v Durynsku; v roce 1970 nafotila módní fotografie pro mládežnický časopis neues leben.  V roce 1972 vstoupila do National Association of Visual Artists, což bylo prakticky předpokladem úspěchu v tom, co si v té době zvolila. 
Její odborná práce je široká. V roce 1975 fotografovala scény z inscenací Benno Bessona v berlínském Volksbühne (<i id="mwQg">Lidové divadlo</i>). Svou první samostatnou výstavu představila v roce 1978 v Drážďanech na Akademii výtvarných umění. 
V 80. letech se její práce stále více soustředila na lidi a ulice, zpočátku v Berlíně, kde mnoho z jejích fotografovaných byli sousedé a přátelé. S většími obtížemi se setkala, když podnikla ekvivalentní projekt v Halle, kde lidé, které fotografovala, byli cizí a reagovali nepřátelsky.  Pak si našla čas na to, aby si s lidmi promluvila a zeptala se, než je vyfotografovala. Za těchto okolností občané Halle souhlasili s tím, že se nechají vyfotografovat, i když se stále zdráhali nechat se vyfotografovat s ulicemi Halle jako pozadí v době, kdy hlavní a dlouhotrvající projekt přestavby zahrnující rozsáhlé ničení starých domů opouštěl centrum města, vypadaly velmi poškozené.  Její výstava z roku 1986 "Houses and Faces. Halle 1983-1985", plánovaná pro městskou galerii Marktschlößchen, byla zrušena několik dní před plánovaným datem otevření, protože její snímky propagovaly zavádějící stavební politiku města. V době zrušení výstavy už byl vytištěn katalog a výstavní štítky k fotografiím.
Její kariéra fotografky na volné noze přežila změny let 1989/90 , které vedly ke konci Německé demokratické republiky, formálně v říjnu 1990 znovusjednocením Německa a pro některé komentátory a jiné její fotografie z východoněmeckého období získaly širší zájem, protože období, které zobrazují, ustoupilo do historie. Od roku 1996 byla Helga Parisová členkou Berlínské akademie umění. V roce 2003 vzbudila velký zájem její dvanáctidílná výstava "Self images 1981-1988" v kontextu výstavy "Umění v Německé demokratické republice".

## Smrt
Helga Parisová zemřela ve svém berlínském bytě dne 5. února 2024 ve věku 85 let.

## Granty a ceny
- 1992, 1994, 1996 Stiftung Kulturfonds stipendia a granty
- 1993 Grant od Berliner Senatsverwaltung für Wissenschaft und Kultur
- 2004 Cena Hannah-Höchové
- 2019 Cena za kulturu Německé fotografické společnosti